# Ranchería Tecubichi
Ranchería Tecubichi är en ort i Mexiko.   Den ligger i kommunen Carichí och delstaten Chihuahua, i den nordvästra delen av landet, 1 200 km nordväst om huvudstaden Mexico City. Ranchería Tecubichi ligger 2 105 meter över havet och antalet invånare är 134.
Terrängen runt Ranchería Tecubichi är kuperad.  Trakten runt Ranchería Tecubichi är nära nog obefolkad, med mindre än två invånare per kvadratkilometer. Närmaste större samhälle är Guacareachi, 6,9 km sydost om Ranchería Tecubichi. Omgivningarna runt Ranchería Tecubichi är i huvudsak ett öppet busklandskap.